# Alfa i beta carboni

Alfa i beta carbonis. El carbonil té dos α-carbonis i cinc α-hidrogens

L'alfa carboni en la química orgànica es refereix al primer carboni unit a un grup funcional (el carboni està unit a la primera posició o posició alfa). Per extensió, el segon carboni és el beta carboni, i així en endavant.
Aquesta nomenclatura també es pot aplicar als àtoms d'hidrogen units als carbonis. Un hidrogen unit a l'alfa carboni es diu un alfa-hidrogen (α-hidrogen), un hidrogen sobre el beta-carboni és un beta-hidrogen, i seguint així.
Aquesta nomenclatura no segueix els criteris de la nomenclatura IUPAC (que recomana utilitzar el nombre de carbonis i no una lletra grega), però continua sent molt popular.

## Exemples

### Proteïnes i aminoàcids
α-Carboni també s'aplica a poteïnes i aminoàcids. El α-carboni és un estereocentre per tots els aminoàcids excepte la glicina.
L'α-carboni d'un aminoàcid és significatiu en el plegament proteic.

### Enols i enolats
L'α-carboni és important per la química de carbonil basada en enol- i enolat.